# Esther Vergeer
Esther Vergeer (* 18. Juli 1981 in Woerden) ist eine ehemalige niederländische Rollstuhlbasketball- und Rollstuhltennisspielerin. Sie ist siebenmalige Paralympics-Siegerin und war von 1999 bis zu ihrem Rücktritt 2013 ununterbrochene Weltranglistenerste.

## Leben und Wirken
Esther Vergeer ist seit ihrem achten Lebensjahr querschnittgelähmt. Als Jugendliche spielte sie Rollstuhlbasketball. Sie gehörte dem niederländischen Nationalteam an, das 1997 die Rollstuhlbasketball-Europameisterschaft gewann.
Vergeer hatte parallel zum Rollstuhlbasketball mit Rollstuhltennis begonnen und bestritt 1996 ihr erstes internationales Turnier. Zwei Jahre später wechselte sie endgültig die Sportart. Ihr erster großer Erfolg war der Gewinn der US Open 1998, der sie in der Weltrangliste von Platz 15 auf Platz 2 katapultierte. Ein Jahr später stand sie erstmals auf Platz 1 der Weltrangliste. Bei den Sommer-Paralympics 2000 in Sydney verlor sie keinen einzigen Satz und gewann sowohl im Einzel als auch im Doppel mit Maaike Smit die Goldmedaille.
In ihrer Karriere gewann Esther Vergeer insgesamt 169 Titel im Einzel und weitere 158 im Doppel. Im Einzel gewann sie von 712 Partien insgesamt 687, im Doppel war sie 440 Mal bei 475 Spielen erfolgreich. Seit 2001 hat sie nur ein Spiel verloren (2003 gegen die Australierin Daniela Di Toro), ihre letzte Siegesserie hielt 470 Spiele an. Beim Wheelchair Tennis Masters gewann sie 14 Titel im Einzel und neun im Doppel.
Sie wurde fünfmal für die Laureus World Sports Awards als Behindertensportlerin des Jahres nominiert und gewann die Auszeichnung 2002 und 2008. In den Niederlanden wurde sie 2002, 2003, 2005, 2008 und 2010 zur Behindertensportlerin des Jahres gewählt.
Im Februar 2013 gab sie ihr Karriereende bekannt und war damit die erste Rollstuhltennisspielerin, die als Nummer 1 ihre Karriere beendete. Sie war im Laufe dieser insgesamt 668 Wochen an der Spitze der Weltrangliste. 2023 wurde sie in die International Tennis Hall of Fame aufgenommen.

## Titel (Auswahl)
| Turnier         | 1998 | 1999 | 2000 | 2001 | 2002 | 2003 | 2004 | 2005 | 2006 | 2007 | 2008 | 2009 | 2010 | 2011 | 2012 | gesamt |
| --------------- | ---- | ---- | ---- | ---- | ---- | ---- | ---- | ---- | ---- | ---- | ---- | ---- | ---- | ---- | ---- | ------ |
| Australian Open | NA   | NA   | NA   | NA   | S    | S    | S    | DNS  | S    | S    | S    | S    | DNS  | S    | S    | 9      |
| French Open     | NA   | NA   | NA   | NA   | S    | DNS  | DNS  | S    | S    | S    | S    | S    | S    | S    | S    | 9      |
| Wimbledon       | NA   | NA   | NA   | NA   | NA   | NA   | NA   | NA   | NA   | NA   | NA   | NA   | NA   | NA   | NA   | NA     |
| US Open         | NA   | NA   | NA   | NA   | S    | S    | DNS  | S    | S    | S    | NA   | S    | S    | S    |      | 8      |
| Masters         | S    | S    | S    | S    | S    | S    | S    | S    | S    | S    | S    | S    | S    | S    |      | 14     |

| Turnier         | 1998 | 1999 | 2000 | 2001 | 2002 | 2003 | 2004 | 2005 | 2006 | 2007 | 2008 | 2009 | 2010 | 2011 | 2012 | gesamt |
| --------------- | ---- | ---- | ---- | ---- | ---- | ---- | ---- | ---- | ---- | ---- | ---- | ---- | ---- | ---- | ---- | ------ |
| Australian Open | NA   | NA   | NA   | NA   | F    | S    | S    | DNS  | S    | S    | S    | S    | DNS  | S    | S    | 8      |
| French Open     | NA   | NA   | NA   | NA   | S    | DNS  | DNS  | S    | S    | S    | S    | S    | F    | S    | S    | 8      |
| Wimbledon       | NA   | NA   | NA   | NA   | NA   | NA   | NA   | NA   | NA   | NA   | NA   | S    | S    | S    | HF   | 3      |
| US Open         | NA   | NA   | NA   | NA   | S    | S    | DNS  | S    | S    | S    | NA   | S    | S    | S    |      | 8      |
| Masters         | NA   | NA   | F    | S    | S    | S    | QF   | S    | S    | S    | S    | S    | DNS  | S    |      | 9      |

## Auszeichnungen
- Laureus World Sports Awards – Behindertensportlerin des Jahres 2002 und 2008
- International Tennis Hall of Fame – Aufnahme 2023[3]